# Astylosternus montanus
Astylosternus montanus é uma espécie de anfíbio anuro da família Arthroleptidae. É considerada espécie quase ameaçada pela Lista Vermelha do UICN. Está presente nos Camarões e Nigéria.